# Hilltown (Virginie)
 (mars 2025).
Hilltown est une census-designated place située dans les comtés de Grayson et de Carroll, dans l’État de Virginie, aux États-Unis. Lors du recensement de 2020, elle comptait 216 habitants.